# KNVB beker 1978-1979
La Coppa d'Olanda 1978-79 fu la 61ª edizione della competizione.

## 1º Turno
19 e 20 agosto 1978.
| Squadra 1       | Risultato | Squadra 2       |
| --------------- | --------- | --------------- |
| VV Rheden       | 2 - 1     | Hoogeveen       |
| SVV             | 1 - 2     | Heracles Almelo |
| TOP Oss         | 1 - 2     | Willem II       |
| Veendam         | 3 - 1     | ACV             |
| FC Vlaardingen  | 1 - 2     | Noordwijk       |
| VUC             | 2 - 3     | Eindhoven       |
| Wageningen      | 1 - 0     | Groningen       |
| Den Bosch       | 5 - 2     | VV Geldrop/AEK  |
| Dordrecht       | 3 - 0     | Amersfoort      |
| Excelsior       | 2 - 0     | Cambuur         |
| Fortuna Sittard | 2 - 1     | HFC EDO         |
| De Graafschap   | 4 - 1     | Helmond Sport   |
| Heerenveen      | 1 - 0     | Telstar         |
| De Jodan Boys   | 0 - 10    | FC Amsterdam    |

## 2º Turno
14, 15 e 25 ottobre 1978.
| Squadra 1        | Risultato   | Squadra 2       |
| ---------------- | ----------- | --------------- |
| Volendam         | 2 - 1       | Feyenoord       |
| Wageningen       | 4 - 0       | FC Amsterdam    |
| Willem II        | 1 - 2       | Roda JC         |
| Den Haag         | 4 - 2       | N.E.C.          |
| NAC Breda        | 2 - 1       | Go Ahead Eagles |
| PEC Zwolle       | 4 - 1       | MVV             |
| Twente           | 4 - 1       | Veendam         |
| Utrecht          | 2 - 0       | Heerenveen      |
| Ajax             | 3 - 2       | Eindhoven       |
| Excelsior        | 1 - 2       | AZ Alkmaar      |
| Fortuna Sittard  | 4 - 3       | VV Rheden       |
| De Graafschap    | 2 - 1 (dts) | Vitesse         |
| Haarlem          | 2 - 2 (dts) | Noordwijk       |
| Heracles Almelo  | 0 - 1       | Den Bosch       |
| PSV              | 11 - 1      | Dordrecht       |
| Sparta Rotterdam | 4 - 1       | VVV-Venlo       |

## Ottavi
18 e 19 novembre 1978.
| Squadra 1        | Risultato   | Squadra 2     |
| ---------------- | ----------- | ------------- |
| Ajax             | 3 - 0       | Roda JC       |
| AZ Alkmaar       | 4 - 1       | Wageningen    |
| Den Haag         | 2 - 2 (dts) | Twente        |
| Fortuna Sittard  | 2 - 0       | De Graafschap |
| NAC Breda        | 1 - 0       | Utrecht       |
| Noordwijk        | 1 - 3       | Volendam      |
| PSV              | 3 - 2       | Den Bosch     |
| Sparta Rotterdam | 3 - 0       | PEC Zwolle    |

## Quarti
14 marzo e 4 aprile 1979.
| Squadra 1       | Totale | Squadra 2        | Andata | Ritorno |
| --------------- | ------ | ---------------- | ------ | ------- |
| Twente          | 3 - 1  | AZ Alkmaar       | 1 - 1  | 2 - 0   |
| Fortuna Sittard | 0 - 4  | Ajax             | 0 - 2  | 0 - 2   |
| NAC Breda       | 2 - 3  | PSV              | 1 - 1  | 1 - 2   |
| Volendam        | 2 - 0  | Sparta Rotterdam | 0 - 0  | 2 - 0   |

## Semifinali
18 aprile e 2 maggio 1979.
| Squadra 1 | Totale | Squadra 2 | Andata | Ritorno |
| --------- | ------ | --------- | ------ | ------- |
| Twente    | 4 - 3  | PSV       | 4 - 2  | 0 - 1   |
| Volendam  | 4 - 4  | Ajax      | 3 - 3  | 1 - 1   |

## Finale
| Squadra 1 | Risultato   | Squadra 2 |
| --------- | ----------- | --------- |
| Ajax      | 1 - 1 (dts) | Twente    |

| Rotterdam 15 maggio 1979                           | Ajax      | 1 – 1 (d.t.s.) | Twente | Stadion Feijenoord |
| \| \| \| \| \| Clarke \| Marcatori \| Meutstege \| |           |                |        |                    |
|                                                    |           |                |        |                    |
| Clarke                                             | Marcatori | Meutstege      |        |                    |

### Ripetizione
| Squadra 1 | Risultato | Squadra 2 |
| --------- | --------- | --------- |
| Ajax      | 3 - 0     | Twente    |

| Rotterdam 29 maggio 1979                                     | Ajax      | 3 – 0 | Twente | Stadion Feijenoord |
| \| \| \| \| \| Clarke Tahamata Schoenaker \| Marcatori \| \| |           |       |        |                    |
|                                                              |           |       |        |                    |
| Clarke Tahamata Schoenaker                                   | Marcatori |       |        |                    |